# Campionato statunitense di calcio a 5
Lo USA National Futsal Championship è il campionato nazionale statunitense di calcio a 5 organizzata dalla United States Futsal Federation.
Si tiene annualmente dal 1986 e consiste in una prima fase sul modello delle conference degli sport professionistici, con una successiva fase ad eliminazione diretta. La manifestazione viene disputata completamente in un'unica sede che da diversi anni è stata individuata ad Anaheim in California al Anaheim Convention Center.

## Edizioni
- 2006/2007: USA Futsal
- 2005/2006: World United Futsal Club
- 2004/2005: Servcorp
- 2003/2004: Pittsburgh Futsal Clube
- 2003: World United Futsal Club
- 2002: S.D. Select
- 2001: Macsa FC
- 2000: World United Futsal Club
- 1999: World United Futsal Club
- 1998: World United Futsal Club
- 1997: World United Futsal Club
- 1996: Di Bufala FC
- 1995: Urubu F.C.
- 1994: Mavericks FC
- 1993: Mavericks FC
- 1992: Urubu FC
- 1991: Urubu FC
- 1990: Micronet FC
- 1989: Micronet FC
- 1988: Sunnyvale FC  Canada
- 1987: Sunnyvale FC  Canada
- 1986: Eagles FC

## Squadre 2007/2008

### Open Men Blue
- A Futbolito Club
- Furacao
- Inter DFB
- San Francisco FC

### Open Men Red
- Amway Mexico
- Pro Sala
- SMFC
- Tri-Valley Futsal

### Open Men Green
- Di Bufala SC
- El Paso United
- Independente FC
- USA Futsal

### Open Men Violet
- Calle Futsal
- Jersey United
- Utah United
- World United